# Liste des médaillés aux Jeux olympiques d'été de 1984
Cet article liste les athlètes ayant remporté une médaille aux Jeux olympiques d'été de 1984 à Los Angeles aux États-Unis du 28 juillet au 12 août 1984.

## Athlétisme
| Épreuves          | Or | Argent                                                                                | Bronze                                                                                   |
| ----------------- | --- | ------------------------------------------------------------------------------------- | ---------------------------------------------------------------------------------------- |
| Hommes            | |                                                                                       |                                                                                          |
| 100 m             | Carl Lewis (USA) | Sam Graddy (USA)                                                                      | Ben Johnson (CAN)                                                                        |
| 200 m             | Carl Lewis (USA) | Kirk Baptiste (USA)                                                                   | Thomas Jefferson (USA)                                                                   |
| 400 m             | Alonzo Babers (USA)                                                                                                   | Gabriel Tiacoh (CIV)                                                                  | Antonio McKay (USA)                                                                      |
| 800 m             | Joaquim Cruz (BRA) | Sebastian Coe (GBR)                                                                   | Earl Jones (USA)                                                                         |
| 1 500 m           | Sebastian Coe (GBR)                                                                                                   | Steve Cram (GBR)                                                                      | José Manuel Abascal (ESP)                                                                |
| 5 000 m           | Saïd Aouita (MAR) | Markus Ryffel (SUI)                                                                   | António Leitão (POR)                                                                     |
| 10 000 m          | Alberto Cova (ITA) | Mike McLeod (GBR)                                                                     | Mike Musyoki (KEN)                                                                       |
| Marathon          | Carlos Lopes (POR) | John Treacy (IRL)                                                                     | Charles Spedding (GBR)                                                                   |
| 110 m haies       | Roger Kingdom (USA)                                                                                                   | Greg Foster (USA)                                                                     | Arto Bryggare (FIN)                                                                      |
| 400 m haies       | Edwin Moses (USA) | Danny Harris (USA)                                                                    | Harald Schmid (RFA)                                                                      |
| 3 000 m steeple   | Julius Korir (KEN) | Joseph Mahmoud (FRA)                                                                  | Brian Diemer (USA)                                                                       |
| Relais 4 × 100 m  | États-Unis Ron Brown Sam Graddy Carl Lewis Calvin Smith                                                               | Jamaïque Al Lawrence Greg Meghoo Don Quarrie Ray Stewart                              | Canada Sterling Hinds Ben Johnson Tony Sharpe Desai Williams                             |
| Relais 4 × 400 m  | États-Unis Ray Armstead Alonzo Babers Antonio McKay Sunder Nix                                                        | Grande-Bretagne Kriss Akabusi Todd Bennett Philip Brown Garry Cook                    | Nigeria Innocent Egbunike Rotimi Peters Moses Ugbisie Sunday Uti                         |
| 20 km marche      | Ernesto Canto (MEX)                                                                                                   | Raúl González Rodríguez (MEX)                                                         | Maurizio Damilano (ITA)                                                                  |
| 50 km marche      | Raúl González Rodríguez (MEX)                                                                                         | Bo Gustafsson (SWE)                                                                   | Sandro Bellucci (ITA)                                                                    |
| Saut en hauteur   | Dietmar Mögenburg (RFA)                                                                                               | Patrik Sjöberg (SWE)                                                                  | Zhu Jianhua (CHN)                                                                        |
| Saut en longueur  | Carl Lewis (USA) | Gary Honey (AUS)                                                                      | Giovanni Evangelisti (ITA)                                                               |
| Saut à la perche  | Pierre Quinon (FRA)                                                                                                   | Mike Tully (USA)                                                                      | Earl Bell (USA) Thierry Vigneron (FRA)                                                   |
| Triple saut       | Al Joyner (USA) | Mike Conley (USA)                                                                     | Keith Connor (GBR)                                                                       |
| Lancer du poids   | Alessandro Andrei (ITA)                                                                                               | Michael Carter (USA)                                                                  | Dave Laut (USA)                                                                          |
| Lancer du disque  | Rolf Danneberg (RFA)                                                                                                  | Mac Wilkins (USA)                                                                     | John Powell (USA)                                                                        |
| Lancer du marteau | Juha Tiainen (FIN) | Karl-Hans Riehm (RFA)                                                                 | Klaus Ploghaus (RFA)                                                                     |
| Lancer du javelot | Arto Härkönen (FIN)                                                                                                   | Dave Ottley (GBR)                                                                     | Kenth Eldebrink (SWE)                                                                    |
| Décathlon         | Daley Thompson (GBR)                                                                                                  | Jürgen Hingsen (RFA)                                                                  | Siegfried Wentz (RFA)                                                                    |
| Femmes            | |                                                                                       |                                                                                          |
| 100 m             | Evelyn Ashford (USA)                                                                                                  | Alice Brown (USA)                                                                     | Merlene Ottey (JAM)                                                                      |
| 200 m             | Valerie Brisco-Hooks (USA)                                                                                            | Florence Griffith-Joyner (USA)                                                        | Merlene Ottey (JAM)                                                                      |
| 400 m             | Valerie Brisco-Hooks (USA)                                                                                            | Chandra Cheeseborough (USA)                                                           | Kathy Cook (GBR)                                                                         |
| 800 m             | Doina Melinte (ROU)                                                                                                   | Kim Gallagher (USA)                                                                   | Fita Lovin (ROU)                                                                         |
| 1 500 m           | Gabriella Dorio (ITA)                                                                                                 | Doina Melinte (ROU)                                                                   | Maricica Puică (ROU)                                                                     |
| 3 000 m           | Maricica Puică (ROU)                                                                                                  | Wendy Sly (GBR)                                                                       | Lynn Williams (CAN)                                                                      |
| 100 m haies       | Benita Fitzgerald-Brown (USA)                                                                                         | Shirley Strong (GBR)                                                                  | Michèle Chardonnet (FRA) Kim Turner (USA)                                                |
| 400 m haies       | Nawal El Moutawakel (MAR)                                                                                             | Judi Brown (USA)                                                                      | Cristeana Cojocaru (ROU)                                                                 |
| Relais 4 × 100 m  | États-Unis Evelyn Ashford Jeanette Bolden Alice Brown Chandra Cheeseborough                                           | Canada Angela Bailey France Gareau Marita Payne Angella Taylor-Issajenko              | Grande-Bretagne Kathy Cook Beverley Goddard-Callender Heather Hunte-Oakes Simmone Jacobs |
| Relais 4 × 400 m  | États-Unis Valerie Brisco-Hooks Chandra Cheeseborough Diane Dixon Sherri Howard Denean Howard-Hill Lillie Leatherwood | Canada Charmaine Crooks Molly Killingbeck Marita Payne Jillian Richardson Dana Wright | Allemagne de l'Ouest Gaby Bußmann Heidi-Elke Gaugel Heike Schulte-Mattler Ute Thimm      |
| Saut en hauteur   | Ulrike Meyfarth (RFA)                                                                                                 | Sara Simeoni (ITA)                                                                    | Joni Huntley (USA)                                                                       |
| Saut en longueur  | Anișoara Stanciu (ROU)                                                                                                | Vali Ionescu (ROU)                                                                    | Susan Hearnshaw (GBR)                                                                    |
| Lancer du poids   | Claudia Losch (RFA)                                                                                                   | Mihaela Loghin (ROU)                                                                  | Gael Martin (AUS)                                                                        |
| Lancer du disque  | Ria Stalman (NED) | Leslie Deniz (USA)                                                                    | Florența Crăciunescu (ROU)                                                               |
| Lancer du javelot | Tessa Sanderson (GBR)                                                                                                 | Tiina Lillak (FIN)                                                                    | Fatima Whitbread (GBR)                                                                   |
| Heptathlon        | Glynis Nunn (AUS) | Jackie Joyner-Kersee (USA)                                                            | Sabine Everts (RFA)                                                                      |

## Aviron
| Épreuves            | Or | Argent | Bronze |
| ------------------- | --- | --- | --- |
| Hommes              | | | |
| Skiff               | Pertti Karppinen (FIN) | Peter-Michael Kolbe (RFA) | Robert Mills (CAN) |
| Deux de couple      | États-Unis Paul Enquist Bradley Lewis | Belgique Dirk Crois Pierre-Marie Deloof | Yougoslavie Zoran Pančić Milorad Stanulov |
| Quatre de couple    | Allemagne de l'Ouest Michael Dursch Albert Hedderich Raimund Hormann Dieter Wiedenmann                                                            | Australie Gary Gullock Anthony Lovrich Timothy McLaren Paul Reedy                                                                                         | Canada Bruce Ford Doug Hamilton Mike Hughes Phil Monckton |
| Deux sans barreur   | Roumanie Petru Iosub Valer Toma | Espagne Fernando Climent Luis María Lasúrtegui | Norvège Hans Magnus Grepperud Sverre Løken |
| Quatre sans barreur | Nouvelle-Zélande Shane O'Brien Les O'Connell Conrad Robertson Keith Trask                                                                         | États-Unis David Clark Alan Forney Jonathan Smith Phillip Stekl                                                                                           | Danemark Erik Christiansen Michael Jessen Lars Nielsen Per Rasmussen |
| Deux avec barreur   | Italie Carmine Abbagnale Giuseppe Abbagnale Giuseppe Di Capua                                                                                     | Roumanie Dimitrie Popescu Dumitru Răducanu Vasile Tomoiagă                                                                                                | États-Unis Robert Espeseth Doug Herland Kevin Still |
| Quatre avec barreur | Grande-Bretagne Richard Budgett Martin Cross Adrian Ellison Andy Holmes Steve Redgrave                                                            | États-Unis Michael Bach Thomas Kiefer Edward Ives Gregory Springer John Stillings                                                                         | Nouvelle-Zélande Brett Hollister Kevin Lawton Barrie Mabbott Don Symon Ross Tong                                                                                          |
| Huit                | Canada Dean Crawford Mark Evans Michael Evans Blair Horn Grant Main Brian McMahon Kevin Neufeld Paul Steele Pat Turner                            | États-Unis Fred Borchelt Charles Clapp III Thomas Darling Bruce Ibbetson Robert Jaugstetter Chip Lubsen Christopher Penny Andrew Sudduth John Terwilliger | Australie James Battersby Ian Edmunds Stephen Evans Clyde Hefer Craig Muller Samuel Patten Ion Popa Gavin Thredgold Timothy Willoughby                                    |
| Femmes              | | | |
| Skiff               | Valeria Răcilă (ROU) | Charlotte Geer (USA) | Ann Haesebrouck (BEL) |
| Deux de couple      | Roumanie Elisabeta Lipă Marioara Popescu | Pays-Bas Greet Hellemans Nicolette Hellemans | Canada Danièle Laumann Silken Laumann |
| Quatre de couple    | Roumanie Ioana Badea Sofia Corban Ecaterina Oancia Anisoara Sorohan Maricica Țăran                                                                | États-Unis Virginia Gilder Joan Lind Anne Marden Kelly Rickon Lisa Rohde                                                                                  | Danemark Hanne Eriksen Birgitte Hanel Charlote Koefoed Bodil Rasmussen Jette Soeresen                                                                                     |
| Deux sans barreur   | Roumanie Rodica Arba-Pușcatu Elena Oprea-Horvat                                                                                                   | Canada Elizabeth Craig Tricia Smith | Allemagne de l'Ouest Ellen Becker Iris Völkner |
| Quatre avec barreur | Roumanie Chira Apostol Maria Fricioiu Olga Homeghi-Bularda Viorica Ioja Florica Lavric                                                            | Canada Barbara Armbrust Marilyn Brain Angela Schneider Lesley Thompson-Willie Jane Tregunno                                                               | Australie Karen Brancourt Susan Chapman Margot Foster Robyn Grey-Gardner Susan Lee                                                                                        |
| Huit                | États-Unis Betsy Beard Carol Bower Jeanne Flanagan Carie Graves Kathryn Keeler Harriet Metcalf Kristine Norelius Shyril O'Steen Kristen Thorsness | Roumanie Mihaela Armasescu Adriana Chelariu-Bazon Camelia Diaconescu Viorica Ioja Aneta Mihaly Aurora Pleșca Lucia Sauca Doina Șnep-Bălan Marioara Trașcă | Pays-Bas Lynda Cornet Greet Hellemans Nicolette Hellemans Martha Laurijsen Catharina Neelissen Anne Quist Wiljon Vaandrager Marieke van Drogenbroek Harriet van Ettekoven |

## Basket-ball
| Épreuves         | Or | Argent | Bronze |
| ---------------- | --- | --- | --- |
| Tournoi masculin | États-Unis Steve Alford Patrick Ewing Vern Fleming Michael Jordan Joe Kleine Jon Koncak Chris Mullin Sam Perkins Alvin Robertson Wayman Tisdale Jeff Turner Leon Wood                      | Espagne Fernando Arcega José Manuel Beirán Juan Antonio Corbalán Juan Domingo de la Cruz Andrés Jiménez José Luis Llorente Juan Manuel López Iturriaga Josep Maria Margall Fernando Martín Fernando Romay Juan Antonio San Epifanio Ignacio Solozábal | Yougoslavie Dražen Dalipagić Saabit Hadžić Andro Knego Emir Mutapčić Mihovil Nakić Aleksandar Petrović Dražen Petrović Ratko Radovanović Ivan Sunara Branko Vukićević Rajko Žižić Nebojša Zorkić |
| Tournoi féminin  | États-Unis Cathy Boswell Denise Curry Anne Donovan Teresa Edwards Lea Henry Janice Lawrence Braxton Pamela McGee Carol Menken-Schaudt Cheryl Miller Kim Mulkey Cindy Noble Lynette Woodard | Corée du Sud Choi Aei-young Choi Kyung-hee Jeong Myung-hee Kim Eun-sook Kim Hwa-soon Kim Young-hee Lee Hyung-sook Lee Mi-ja Moon Kyung-ja Park Chan-sook Park Yang-gae Sung Jung-a                                                                    | Chine Ba Yan Chen Yuefang Cong Xuedi Li Xiaoqin Liu Qing Qui Chen Song Xiaobo Wang Jun Xiu Lijuan Zhang Hui Zhang Yueqin Zheng Haixia                                                            |

## Boxe
| Épreuves                            | Or                     | Argent                   | Bronze                     |
| ----------------------------------- | ---------------------- | ------------------------ | -------------------------- |
| Hommes                              |                        |                          |                            |
| Poids mi-mouches Moins de 48 kg     | Paul Gonzales (USA)    | Salvatore Todisco (ITA)  | Marcelino Bolivar (VEN)    |
| Poids mi-mouches Moins de 48 kg     | Paul Gonzales (USA)    | Salvatore Todisco (ITA)  | Keith Mwila (ZAM)          |
| Poids mouches Moins de 51 kg        | Steve McCrory (USA)    | Redžep Redžepovski (YUG) | Ibrahim Bilali (KEN)       |
| Poids mouches Moins de 51 kg        | Steve McCrory (USA)    | Redžep Redžepovski (YUG) | Eyüp Can (TUR)             |
| Poids coqs Moins de 54 kg           | Maurizio Stecca (ITA)  | Héctor López (MEX)       | Pedro Nolasco (DOM)        |
| Poids coqs Moins de 54 kg           | Maurizio Stecca (ITA)  | Héctor López (MEX)       | Dale Walters (CAN)         |
| Poids plumes Moins de 57 kg         | Meldrick Taylor (USA)  | Peter Konyegwachie (NGR) | Turgut Aykaç (TUR)         |
| Poids plumes Moins de 57 kg         | Meldrick Taylor (USA)  | Peter Konyegwachie (NGR) | Omar Catarí (VEN)          |
| Poids légers Moins de 60 kg         | Pernell Whitaker (USA) | Luis Ortiz (PUR)         | Chun Chil-sung (KOR)       |
| Poids légers Moins de 60 kg         | Pernell Whitaker (USA) | Luis Ortiz (PUR)         | Martin Ndongo-Ebanga (CMR) |
| Poids super-légers Moins de 63,5 kg | Jerry Page (USA)       | Dhawee Umponmaha (THA)   | Mircea Fulger (ROU)        |
| Poids super-légers Moins de 63,5 kg | Jerry Page (USA)       | Dhawee Umponmaha (THA)   | Mirko Puzovic (YUG)        |
| Poids welters Moins de 67 kg        | Mark Breland (USA)     | An Young-su (KOR)        | Luciano Bruno (ITA)        |
| Poids welters Moins de 67 kg        | Mark Breland (USA)     | An Young-su (KOR)        | Joni Nyman (FIN)           |
| Poids super-welters Moins de 71 kg  | Frank Tate (USA)       | Shawn O'Sullivan (CAN)   | Christophe Tiozzo (FRA)    |
| Poids super-welters Moins de 71 kg  | Frank Tate (USA)       | Shawn O'Sullivan (CAN)   | Manfred Zielonka (RFA)     |
| Poids moyens Moins de 75 kg         | Shin Joon-sup (KOR)    | Virgil Hill (USA)        | Arístides González (PUR)   |
| Poids moyens Moins de 75 kg         | Shin Joon-sup (KOR)    | Virgil Hill (USA)        | Mohamed Zaoui (ALG)        |
| Poids mi-lourds Moins de 81 kg      | Anton Josipović (YUG)  | Kevin Barry (NZL)        | Evander Holyfield (USA)    |
| Poids mi-lourds Moins de 81 kg      | Anton Josipović (YUG)  | Kevin Barry (NZL)        | Mustapha Moussa (ALG)      |
| Poids lourds Moins de 91 kg         | Henry Tillman (USA)    | Willie DeWit (CAN)       | Angelo Musone (ITA)        |
| Poids lourds Moins de 91 kg         | Henry Tillman (USA)    | Willie DeWit (CAN)       | Arnold Vanderlyde (NED)    |
| Poids super-lourds Plus de 91 kg    | Tyrell Biggs (USA)     | Francesco Damiani (ITA)  | Aziz Salihu (YUG)          |
| Poids super-lourds Plus de 91 kg    | Tyrell Biggs (USA)     | Francesco Damiani (ITA)  | Robert Wells (GBR)         |

## Canoë-kayak

### Course en ligne
| Épreuves   | Or                                                                                | Argent                                                                    | Bronze                                                                    |
| ---------- | --------------------------------------------------------------------------------- | ------------------------------------------------------------------------- | ------------------------------------------------------------------------- |
| Hommes     |                                                                                   |                                                                           |                                                                           |
| C1 500 m   | Larry Cain (CAN)                                                                  | Henning Lynge Jakobsen (DEN)                                              | Costicǎ Olaru (ROU)                                                       |
| C1 1 000 m | Ulrich Eicke (RFA)                                                                | Larry Cain (CAN)                                                          | Henning Lynge Jakobsen (DEN)                                              |
| C2 500 m   | Yougoslavie Matija Ljubek Mirko Nišović                                           | Roumanie Ivan Patzaichin Toma Simionov                                    | Espagne Enrique Míguez Narciso Suárez                                     |
| C2 1 000 m | Roumanie Ivan Patzaichin Toma Simionov                                            | Yougoslavie Matija Ljubek Mirko Nišović                                   | France Didier Hoyer Éric Renaud                                           |
| K1 500 m   | Ian Ferguson (NZL)                                                                | Lars-Erik Moberg (SWE)                                                    | Bernard Brégeon (FRA)                                                     |
| K1 1 000 m | Alan Thompson (NZL)                                                               | Milan Janić (YUG)                                                         | Greg Barton (USA)                                                         |
| K2 500 m   | Nouvelle-Zélande Ian Ferguson Paul MacDonald                                      | Suède Per-Inge Bengtsson Lars-Erik Moberg                                 | Canada Hugh Fisher Alwyn Morris                                           |
| K2 1 000 m | Canada Hugh Fisher Alwyn Morris                                                   | France Bernard Brégeon Patrick Lefoulon                                   | Australie Barry Kelly Grant Kenny                                         |
| K4 1 000 m | Nouvelle-Zélande Grant Bramwell Ian Ferguson Paul MacDonald Alan Thompson         | Suède Per-Inge Bengtsson Tommy Karls Lars-Erik Moberg Thomas Ohlsson      | France François Barouh Philippe Boccara Pascal Boucherit Didier Vavasseur |
| Femmes     |                                                                                   |                                                                           |                                                                           |
| K1 500 m   | Agneta Andersson (SWE)                                                            | Barbara Schüttpelz (RFA)                                                  | Annemiek Derckx (NED)                                                     |
| K2 500 m   | Suède Agneta Andersson Anna Olsson                                                | Canada Alexandra Barré Susan Holloway                                     | Allemagne de l'Ouest Josefa Idem Barbara Schüttpelz                       |
| K4 500 m   | Roumanie Agafia Constantin Nastasia Nichitov-Ionescu Tecla Marinescu Maria Ștefan | Suède Agneta Andersson Eva Karlsson Anna Olsson Susanne Wiberg-Gunnarsson | Canada Alexandra Barré Lucie Guay Susan Holloway Barbara Olmsted          |

## Cyclisme

### Piste
| Épreuves               | Or                                                               | Argent                                                                        | Bronze                                                                    |
| ---------------------- | ---------------------------------------------------------------- | ----------------------------------------------------------------------------- | ------------------------------------------------------------------------- |
| Hommes                 |                                                                  |                                                                               |                                                                           |
| Course aux points      | Roger Ilegems (BEL)                                              | Uwe Messerschmidt (RFA)                                                       | Manuel Youshimatz (MEX)                                                   |
| Kilomètre              | Fredy Schmidtke (RFA)                                            | Curt Harnett (CAN)                                                            | Fabrice Colas (FRA)                                                       |
| Vitesse individuelle   | Mark Gorski (USA)                                                | Nelson Vails (USA)                                                            | Tsutomu Sakamoto (JPN)                                                    |
| Poursuite individuelle | Steve Hegg (USA)                                                 | Rolf Gölz (RFA)                                                               | Leonard Nitz (USA)                                                        |
| Poursuite par équipes  | Australie Michael Grenda Kevin Nichols Michael Turtur Dean Woods | États-Unis Brent Emery David Grylls Steve Hegg Patrick McDonough Leonard Nitz | Allemagne de l'Ouest Reinhard Alber Rolf Gölz Roland Günther Michael Marx |

### Route
| Épreuves                     | Or                                                                     | Argent                                                           | Bronze                                                              |
| ---------------------------- | ---------------------------------------------------------------------- | ---------------------------------------------------------------- | ------------------------------------------------------------------- |
| Hommes                       |                                                                        |                                                                  |                                                                     |
| Course en ligne              | Alexi Grewal (USA)                                                     | Steve Bauer (CAN)                                                | Dag Otto Lauritzen (NOR)                                            |
| Contre-la-montre par équipes | Italie Marcello Bartalini Marco Giovannetti Eros Poli Claudio Vandelli | Suisse Alfred Achermann Richard Trinkler Laurent Vial Benno Wiss | États-Unis Ron Kiefel Clarence Knickman Davis Phinney Andrew Weaver |
| Femmes                       |                                                                        |                                                                  |                                                                     |
| Course en ligne              | Connie Carpenter (USA)                                                 | Rebecca Twigg (USA)                                              | Sandra Schumacher (RFA)                                             |

## Équitation
| Épreuves                     | Or | Argent | Bronze |
| ---------------------------- | --- | --- | --- |
| Concours complet individuel  | Mark Todd sur Charisma (AUS) | Karen Stives sur Ben Aurthur (USA) | Virginia Holgate-Leng sur Priceless (GBR)                                                                                                |
| Concours complet par équipes | États-Unis Bruce Davidson sur JJ Babu Torrance Fleischmann sur Finvarra Karen Stives sur Ben Aurthur John Michael Plumb sur Blue Stone | Grande-Bretagne Diana Clapham sur Windjammer Lucinda Green sur Regal Realm Virginia Holgate-Leng sur Priceless Ian Stark sur Oxford Blue | Allemagne de l'Ouest Claus Erhorn sur Fair Lady Dietmar Hogrefe sur Foliant Bettina Overesch sur Peacetime Burkhard Tesdorpf sur Freedom |
| Dressage individuel          | Reiner Klimke sur Ahlerich (RFA) | Anne Grethe Jensen sur Marzog (DEN) | Otto Hofer sur Limandus (SUI) |
| Dressage par équipes         | Allemagne de l'Ouest Reiner Klimke sur Ahlerich Herbert Krug sur Muscadeur Uwe Sauer sur Montevideo                                    | Suisse Amy-Cathérine de Bary sur Aintree Otto Hofer sur Limandus Christine Stückelberger sur Tansanit                                    | Suède Ingamay Bylund sur Aleks Ulla Håkansson sur Flamingo Louise Nathhorst sur Inferno                                                  |
| Saut d'obstacles individuel  | Joseph Fargis sur Touch of Class (USA)                                                                                                 | Conrad Homfeld sur Abdullah (USA) | Heidi Robbiani sur Jessica (SUI) |
| Saut d'obstacles par équipes | États-Unis Joseph Fargis sur Touch of Class Conrad Homfeld sur Abdullah Leslie Howard sur Albany Melanie Smith sur Calypso             | Grande-Bretagne Timothy Grubb sur Linky Steven Smith sur Shining Example John Whitaker sur Ryans Son Michael Whitaker sur Overton Amanda | Allemagne de l'Ouest Fritz Ligges sur Ramzes Peter Luther sur Livius Paul Schockemöhle sur Deister Franke Sloothaak sur Farmer           |

## Escrime
| Épreuves           | Or | Argent                                                                                             | Bronze |
| ------------------ | --- | -------------------------------------------------------------------------------------------------- | --- |
| Hommes             | | | |
| Épée individuel    | Philippe Boisse (FRA)                                                                                            | Björne Väggö (SWE)                                                                                 | Philippe Riboud (FRA)                                                                                         |
| Épée par équipe    | Allemagne de l'Ouest Elmar Borrmann Volker Fischer Gerhard Heer Rafael Nickel Alexander Pusch                    | France Philippe Boisse Jean-Michel Henry Olivier Lenglet Philippe Riboud Michel Salesse            | Italie Stefano Bellone Sandro Cuomo Cosimo Ferro Roberto Manzi Angelo Mazzoni                                 |
| Fleuret individuel | Mauro Numa (ITA)                                                                                                 | Matthias Behr (RFA)                                                                                | Stefano Cerioni (ITA)                                                                                         |
| Fleuret par équipe | Italie Andrea Borella Stefano Cerioni Andrea Cipressa Mauro Numa Angelo Scuri                                    | Allemagne de l'Ouest Frank Beck Matthias Behr Mathias Gey Harald Hein Klaus Reichert               | France Marc Cerboni Patrick Groc Pascal Jolyot Philippe Omnès Frédéric Pietruszka                             |
| Sabre individuel   | Jean-François Lamour (FRA)                                                                                       | Marco Marin (ITA)                                                                                  | Peter Westbrook (USA)                                                                                         |
| Sabre par équipe   | Italie Angelo Arcidiacono Gianfranco Dalla Barba Marco Marin Ferdinando Meglio Giovanni Scalzo                   | France Philippe Delrieu Franck Ducheix Hervé Granger-Veyron Pierre Guichot Jean-François Lamour    | Roumanie Alexandru Chiculiță Cornel Marin Marin Mustață Ioan Pop Vilmoș Szabo                                 |
| Femmes             | | | |
| Fleuret individuel | Luan Jujie (CHN)                                                                                                 | Cornelia Hanisch (RFA)                                                                             | Dorina Vaccaroni (ITA)                                                                                        |
| Fleuret par équipe | Allemagne de l'Ouest Sabine Bischoff Zita-Eva Funkenhauser Cornelia Hanisch Ute Kircheis-Wessel Christiane Weber | Roumanie Aurora Dan Elisabeta Guzganu-Tufan Marcela Moldovan-Zsak Rozalia Oros Monika Weber-Koszto | France Véronique Brouquier-Reddé Brigitte Gaudin Anne Meygret Laurence Modaine-Cessac Pascale Trinquet-Hachin |

## Football
| Épreuves         | Or | Argent | Bronze |
| ---------------- | --- | --- | --- |
| Tournoi masculin | France William Ayache Michel Bensoussan Michel Bibard Dominique Bijotat François Brisson Patrick Cubaynes Patrice Garande Philippe Jeannol Guy Lacombe Jean-Claude Lemoult Jean-Philippe Rohr Albert Rust Didier Sénac Jean-Christophe Thouvenel José Touré Daniel Xuereb Jean-Louis Zanon | Brésil Ademir Milton Cruz David Cortes da Silva Dunga Mauro Galvão Tonho Gil Gilmar Luís Henrique Dias Kita André Luís Ferreira Pinga Gilmar Popoca Silvinho Paulo Santos Ronaldo Silva Francisco Vidal Luís Carlos Winck | Yougoslavie Mirsad Baljić Mécha Baždarević Vlado Čapljić Borislav Cvetković Stjepan Deverić Milko Đurovski Marko Elsner Nenad Gračan Tomislav Ivković Srečko Katanec Branko Miljuš Mitar Mrkela Jovica Nikolić Ivan Pudar Ljubomir Radanović Admir Smajić Dragan Stojković |

## Gymnastique

### Artistique
| Épreuves                    | Or                                                                                                   | Argent                                                                                                  | Bronze                                                                                             |
| --------------------------- | --- | --- | -------------------------------------------------------------------------------------------------- |
| Hommes                      | | | |
| Concours par équipes        | États-Unis Bart Conner Timothy Daggett Mitchell Gaylord James Hartung Scott Johnson Peter Vidmar     | Chine Li Ning Li Xiaoping Li Yuejiu Lou Yun Tong Fei Xu Zhiqiang                                        | Japon Kōji Gushiken Noritoshi Hirata Nobuyuki Kajitani Shinji Morisue Koji Sotomura Kyoji Yamawaki |
| Concours général individuel | Kōji Gushiken (JPN)                                                                                  | Peter Vidmar (USA)                                                                                      | Li Ning (CHN)                                                                                      |
| Sol                         | Li Ning (CHN)                                                                                        | Lou Yun (CHN)                                                                                           | Koji Sotomura (JPN) Philippe Vatuone (FRA)                                                         |
| Cheval d'arçon              | Li Ning (CHN) Peter Vidmar (USA)                                                                     | | Timothy Daggett (USA)                                                                              |
| Anneaux                     | Kōji Gushiken (JPN) Li Ning (CHN)                                                                    | | Mitchell Gaylord (USA)                                                                             |
| Saut de cheval              | Lou Yun (CHN)                                                                                        | Mitchell Gaylord (USA) Kōji Gushiken (JPN) Li Ning (CHN) Shinji Morisue (JPN)                           | |
| Barres parallèles           | Bart Conner (USA)                                                                                    | Nobuyuki Kajitani (JPN)                                                                                 | Mitchell Gaylord (USA)                                                                             |
| Barre fixe                  | Shinji Morisue (JPN)                                                                                 | Tong Fei (CHN)                                                                                          | Kōji Gushiken (JPN)                                                                                |
| Femmes                      | | | |
| Concours par équipes        | Roumanie Lavinia Agache Laura Cutina Cristina Grigoraș Simona Păucă Mihaela Stănuleț Ecaterina Szabó | États-Unis Pam Bileck Michelle Dusserre Kathy Johnson Julianne McNamara Mary Lou Retton Tracee Talavera | Chine Chen Yongyan Huang Qun Ma Yanhong Wu Jiani Zhou Ping Zhou Qiurui                             |
| Concours général individuel | Mary Lou Retton (USA)                                                                                | Ecaterina Szabó (ROU)                                                                                   | Simona Păucă (ROU)                                                                                 |
| Saut de cheval              | Ecaterina Szabó (ROU)                                                                                | Mary Lou Retton (USA)                                                                                   | Lavinia Agache (ROU)                                                                               |
| Barres asymétriques         | Ma Yanhong (CHN) Julianne McNamara (USA)                                                             | | Mary Lou Retton (USA)                                                                              |
| Poutre                      | Simona Păucă (ROU) Ecaterina Szabó (ROU)                                                             | | Kathy Johnson (USA)                                                                                |
| Sol                         | Ecaterina Szabó (ROU)                                                                                | Julianne McNamara (USA)                                                                                 | Mary Lou Retton (USA)                                                                              |

### Rythmique
| Épreuves   | Or              | Argent                  | Bronze             |
| ---------- | --------------- | ----------------------- | ------------------ |
| Femmes     |                 |                         |                    |
| Individuel | Lori Fung (CAN) | Doina Stăiculescu (ROU) | Regina Weber (RFA) |

## Haltérophilie
| Épreuves         | Or                           | Argent               | Bronze                   |
| ---------------- | ---------------------------- | -------------------- | ------------------------ |
| Hommes           |                              |                      |                          |
| Moins de 52 kg   | Zeng Guoqiang (CHN)          | Zhou Peishun (CHN)   | Kazushito Manabe (JPN)   |
| Moins de 56 kg   | Wu Shude (CHN)               | Lai Runming (CHN)    | Masahiro Kotaka (JPN)    |
| Moins de 60 kg   | Chen Weiqiang (CHN)          | Gelu Radu (ROU)      | Tsai Wen-yee (TPE)       |
| Moins de 67,5 kg | Yao Jingyuan (CHN)           | Andrei Socaci (ROU)  | Jouni Grönman (FIN)      |
| Moins de 75 kg   | Karl-Heinz Radschinsky (RFA) | Jacques Demers (CAN) | Dragomir Cioroslan (ROU) |
| Moins de 82,5 kg | Petre Becheru (ROU)          | Robert Kabbas (AUS)  | Ryoji Isaoka (JPN)       |
| Moins de 90 kg   | Nicu Vlad (ROU)              | Dumitru Petre (ROU)  | David Mercer (GBR)       |
| Moins de 100 kg  | Rolf Milser (RFA)            | Vasile Groapă (ROU)  | Pekka Niemi (FIN)        |
| Moins de 110 kg  | Norberto Oberburger (ITA)    | Ștefan Tașnadi (ROU) | Guy Carlton (USA)        |
| Plus de 110 kg   | Dean Lukin (AUS)             | Mario Martinez (USA) | Manfred Nerlinger (RFA)  |

## Handball
| Épreuves         | Or | Argent | Bronze |
| ---------------- | --- | --- | --- |
| Tournoi masculin | Yougoslavie Zlatan Arnautović Mirko Bašić Jovica Elezović Mile Isaković Pavle Jurina Milan Kalina Slobodan Kuzmanovski Dragan Mladenović Zdravko Rađenović Momir Rnić Branko Štrbac Veselin Vujović Veselin Vuković Zdravko Zovko                                     | Allemagne de l'Ouest Jochen Fraatz Thomas Happe Arnulf Meffle Rüdiger Neitzel Michael Paul Dirk Rauin Siegfried Roch Michael Roth Ulrich Roth Martin Schwalb Uwe Schwenker Thomas Springel Andreas Thiel Klaus Wöller Erhard Wunderlich | Roumanie Mircea Bedivan Dumitru Berbece Iosif Boroş Alexandru Buligan Gheorghe Covaciu Gheorghe Dogărescu Marian Dumitru Cornel Durău Alexandru Fölker Nicolae Munteanu Vasile Oprea Adrian Simion Vasile Stîngă Neculai Vasilcă Maricel Voinea |
| Tournoi féminin  | Yougoslavie Svetlana Anastasovska Alenka Cuderman Svetlana Dašić-Kitić Slavica Đukić Dragica Đurić Mirjana Đurica Emilija Erčić Ljubinka Janković Jasna Merdan-Kolar Ljiljana Mugoša Svetlana Mugoša Mirjana Ognjenović Zorica Pavićević Jasna Ptujec Biserka Višnjić | Corée du Sud Han Hwa-soo Jeong Hyoi-soon Jeung Soon-bok Kim Choon-rye Kim Kyung-soon Kim Mi-sook Kim Ok-hwa Lee Soon-ei Lee Young-ja Shon Mi-na Sung Kyung-hwa Yoon Byung-soon Yoon Soo-kyung                                           | Chine Chen Zhen Gao Xiumin He Jianping Li Lan Liu Liping Liu Yumei Sun Xiulan Wang Linwei Wang Mingxing Wu Xingjiang Zhang Weihong Zhang Peijun Zhu Juefeng                                                                                     |

## Hockey sur gazon
| Épreuves         | Or | Argent | Bronze |
| ---------------- | --- | --- | --- |
| Tournoi masculin | Pakistan Mushtaq Ahmad Ishtiaq Ahmed Naeem Akhtar Abdul Rashid Al-Hasan Nasir Ali Tauqeer Dar Khalid Hamid Manzoor Hussain Hanif Khan Kaleemullah Khan Shahid Ali Khan Ayaz Mahmood Syed Ghulam Moinuddin Hassan Sardar Saleem Sherwani Qasim Zia                          | Allemagne de l'Ouest Christian Bassemir Stefan Blöcher Dirk Brinkmann Heiner Dopp Carsten Fischer Tobias Frank Volker Fried Thomas Gunst Horst-Ulrich Hänel Karl-Joachim Hürter Andreas Keller Reinhard Krull Michael Peter Thomas Reck Ekkhard Schmidt-Opper Markku Slawyk | Grande-Bretagne Paul Barber Stephen Batchelor Kulbir Bhaura Robert Cattrall Richard Dodds James Duthie Norman Hughes Sean Kerly Richard Leman Stephen Martin William McConnell Veryan Pappin Jon Potter Mark Precious Ian Taylor David Westcott   |
| Tournoi féminin  | Pays-Bas Carina Benninga Fieke Boekhorst Marjolein Eijsvogel Det de Beus Irene Hendriks Elsemiek Hillen Sandra Le Poole Anneloes Nieuwenhuizen Martine Ohr Alette Pos Lisette Sevens Marieke van Doorn Aletta van Manen Sophie von Weiler Laurien Willemse Margriet Zegers | Allemagne de l'Ouest Gabriele Appel Dagmar Breiken Beate Deininger Elke Drüll Birgit Hagen Birgit Hahn Martina Koch Sigrid Landgraf Corinna Lingnau Christina Moser Patricia Ott Hella Roth Gabriela Schley Susanne Schmid Ursula Thielemann Andrea Weiermann-Lietz         | États-Unis Beth Anders Beth Beglin Regina Buggy Gwen Cheeseman Sheryl Johnson Christine Larson-Mason Kathleen McGahey Anita Miller Leslie Milne Charlene Morett Diane Moyer Marcella Place Karen Shelton Brenda Stauffer Julie Staver Judy Strong |

## Judo
| Épreuves          | Or                       | Argent                | Bronze                   |
| ----------------- | ------------------------ | --------------------- | ------------------------ |
| Hommes            |                          |                       |                          |
| Moins de 60 kg    | Shinji Hosokawa (JPN)    | Kim Jae-yup (KOR)     | Neil Eckersley (GBR)     |
| Moins de 60 kg    | Shinji Hosokawa (JPN)    | Kim Jae-yup (KOR)     | Edward Liddie (USA)      |
| Moins de 65 kg    | Yoshiyuki Matsuoka (JPN) | Hwang Jung-oh (KOR)   | Marc Alexandre (FRA)     |
| Moins de 65 kg    | Yoshiyuki Matsuoka (JPN) | Hwang Jung-oh (KOR)   | Josef Reiter (AUT)       |
| Moins de 71 kg    | Ahn Byeong-keun (KOR)    | Ezio Gamba (ITA)      | Kerrith Brown (GBR)      |
| Moins de 71 kg    | Ahn Byeong-keun (KOR)    | Ezio Gamba (ITA)      | Luis Onmura (BRA)        |
| Moins de 78 kg    | Frank Wieneke (RFA)      | Neil Adams (GBR)      | Mircea Frățică (ROU)     |
| Moins de 78 kg    | Frank Wieneke (RFA)      | Neil Adams (GBR)      | Michel Nowak (FRA)       |
| Moins de 86 kg    | Peter Seisenbacher (AUT) | Robert Berland (USA)  | Walter Carmona (BRA)     |
| Moins de 86 kg    | Peter Seisenbacher (AUT) | Robert Berland (USA)  | Seiki Nose (JPN)         |
| Moins de 95 kg    | Ha Hyung-zoo (KOR)       | Douglas Vieria (BRA)  | Bjarni Friðriksson (ISL) |
| Moins de 95 kg    | Ha Hyung-zoo (KOR)       | Douglas Vieria (BRA)  | Günther Neureuther (RFA) |
| Plus de 95 kg     | Hitoshi Saitō (JPN)      | Angelo Parisi (FRA)   | Mark Berger (CAN)        |
| Plus de 95 kg     | Hitoshi Saitō (JPN)      | Angelo Parisi (FRA)   | Cho Yong-chul (KOR)      |
| Toutes catégories | Yasuhiro Yamashita (JPN) | Mohamed Rashwan (EGY) | Mihai Cioc (ROU)         |
| Toutes catégories | Yasuhiro Yamashita (JPN) | Mohamed Rashwan (EGY) | Arthur Schnabel (RFA)    |

## Lutte

### Gréco-Romaine
| Épreuves        | Or                        | Argent                      | Bronze                     |
| --------------- | ------------------------- | --------------------------- | -------------------------- |
| Hommes          |                           |                             |                            |
| Moins de 48 kg  | Vincenzo Maenza (ITA)     | Markus Scherer (RFA)        | Ikuzō Saitō (JPN)          |
| Moins de 52 kg  | Atsuji Miyahara (JPN)     | Daniel Aceves (MEX)         | Bang Dae-du (KOR)          |
| Moins de 57 kg  | Pasquale Passarelli (RFA) | Masaki Etō (JPN)            | Charálambos Cholídis (GRE) |
| Moins de 62 kg  | Kim Weon-kee (KOR)        | Kent-Olle Johansson (SWE)   | Hugo Dietsche (SUI)        |
| Moins de 68 kg  | Vlado Lisjak (YUG)        | Tapio Sipilä (FIN)          | James Martinez (USA)       |
| Moins de 74 kg  | Jouko Salomäki (FIN)      | Roger Tallroth (SWE)        | Ștefan Rusu (ROU)          |
| Moins de 82 kg  | Ion Draica (ROU)          | Dimítrios Thanópoulos (GRE) | Sören Claeson (SWE)        |
| Moins de 90 kg  | Steve Fraser (USA)        | Ilie Matei (ROU)            | Frank Andersson (SWE)      |
| Moins de 100 kg | Vasile Andrei (ROU)       | Gregory Gibson (USA)        | Jozef Tertelije (YUG)      |
| Plus de 100 kg  | Jeff Blatnick (USA)       | Refik Memišević (YUG)       | Victor Dolipschi (ROU)     |

### Libre
| Épreuves        | Or                      | Argent                   | Bronze                  |
| --------------- | ----------------------- | ------------------------ | ----------------------- |
| Hommes          |                         |                          |                         |
| Moins de 48 kg  | Robert Weaver (USA)     | Takashi Irie (JPN)       | Son Gab-do (KOR)        |
| Moins de 52 kg  | Šaban Trstena (YUG)     | Kim Jong-kyu (KOR)       | Yūji Takada (JPN)       |
| Moins de 57 kg  | Hideaki Tomiyama (JPN)  | Barry Davis (USA)        | Kim Eui-kon (KOR)       |
| Moins de 62 kg  | Randall Lewis (USA)     | Kosei Akaishi (JPN)      | Lee Jung-keun (KOR)     |
| Moins de 68 kg  | You In-tak (KOR)        | Andrew Rein (USA)        | Jukka Rauhala (FIN)     |
| Moins de 74 kg  | Dave Schultz (USA)      | Martin Knosp (RFA)       | Šaban Sejdiu (YUG)      |
| Moins de 82 kg  | Mark Schultz (USA)      | Hideyuki Nagashima (JPN) | Christopher Rinke (CAN) |
| Moins de 90 kg  | Ed Banach (USA)         | Akira Ōta (JPN)          | Noel Loban (GBR)        |
| Moins de 100 kg | Lou Banach (USA)        | Joseph Atiyeh (SYR)      | Vasile Pușcașu (ROU)    |
| Plus de 100 kg  | Bruce Baumgartner (USA) | Robert Molle (CAN)       | Ayhan Taşkın (TUR)      |

## Natation
| Épreuves                    | Or | Argent                                                                                    | Bronze                                                                                      |
| --------------------------- | --- | ----------------------------------------------------------------------------------------- | ------------------------------------------------------------------------------------------- |
| Hommes                      | |                                                                                           |                                                                                             |
| 100 m nage libre            | Rowdy Gaines (USA) | Mark Stockwell (AUS)                                                                      | Per Johansson (SWE)                                                                         |
| 200 m nage libre            | Michael Groß (RFA) | Michael Heath (USA)                                                                       | Thomas Fahrner (RFA)                                                                        |
| 400 m nage libre            | George DiCarlo (USA) | John Mykkanen (USA)                                                                       | Justin Lemberg (AUS)                                                                        |
| 1 500 m nage libre          | Michael O'Brien (USA) | George DiCarlo (USA)                                                                      | Stefan Pfeiffer (RFA)                                                                       |
| 100 m dos                   | Richard Carey (USA) | Dave Wilson (USA)                                                                         | Mike West (CAN)                                                                             |
| 200 m dos                   | Richard Carey (USA) | Frédéric Delcourt (FRA)                                                                   | Cameron Henning (CAN)                                                                       |
| 100 m brasse                | Steve Lundquist (USA) | Victor Davis (CAN)                                                                        | Peter Evans (AUS)                                                                           |
| 200 m brasse                | Victor Davis (CAN) | Glenn Beringen (AUS)                                                                      | Étienne Dagon (SUI)                                                                         |
| 100 m papillon              | Michael Groß (RFA) | Pablo Morales (USA)                                                                       | Glenn Buchanan (AUS)                                                                        |
| 200 m papillon              | Jon Sieben (AUS) | Michael Groß (RFA)                                                                        | Rafael Vidal (VEN)                                                                          |
| 200 m 4 nages               | Alex Baumann (CAN) | Pablo Morales (USA)                                                                       | Neil Cochran (GBR)                                                                          |
| 400 m 4 nages               | Alex Baumann (CAN) | Ricardo Prado (BRA)                                                                       | Rob Woodhouse (AUS)                                                                         |
| Relais 4 × 100 m nage libre | États-Unis Matt Biondi Chris Cavanaugh Rowdy Gaines Michael Heath Tom Jager Robin Leamy                                             | Australie Neil Brooks Michael Delany Greg Fasala Mark Stockwell                           | Suède Bengt Baron Per Johansson Thomas Lejdström Rikard Milton Mikael Örn Michael Söderlund |
| Relais 4 × 100 m 4 nages    | États-Unis Richard Carey Rowdy Gaines Michael Heath Tom Jager Steve Lundquist Pablo Morales Richard Schroeder Dave Wilson           | Canada Victor Davis Sandy Goss Tom Ponting Mike West                                      | Australie Neil Brooks Glenn Buchanan Peter Evans Mark Kerry Jon Sieben Mark Stockwell       |
| Femmes                      | |                                                                                           |                                                                                             |
| 100 m nage libre            | Nancy Hogshead (USA) Carrie Steinseifer (USA)                                                                                       |                                                                                           | Annemarie Verstappen (NED)                                                                  |
| 200 m nage libre            | Mary Wayte (USA) | Cynthia Woodhead (USA)                                                                    | Annemarie Verstappen (NED)                                                                  |
| 400 m nage libre            | Tiffany Cohen (USA) | Sarah Hardcastle (GBR)                                                                    | June Croft (GBR)                                                                            |
| 800 m nage libre            | Tiffany Cohen (USA) | Michele Richardson (USA)                                                                  | Sarah Hardcastle (GBR)                                                                      |
| 100 m dos                   | Theresa Andrews (USA) | Betsy Mitchell (USA)                                                                      | Jolanda de Rover (NED)                                                                      |
| 200 m dos                   | Jolanda de Rover (NED) | Amy White (USA)                                                                           | Anca Pătrășcoiu (ROU)                                                                       |
| 100 m brasse                | Petra van Staveren (NED) | Anne Ottenbrite (CAN)                                                                     | Catherine Poirot (FRA)                                                                      |
| 200 m brasse                | Anne Ottenbrite (CAN) | Susan Rapp (USA)                                                                          | Ingrid Lempereur (BEL)                                                                      |
| 100 m papillon              | Mary T. Meagher (USA) | Jenna Johnson (USA)                                                                       | Karin Seick (RFA)                                                                           |
| 200 m papillon              | Mary T. Meagher (USA) | Karen Phillips (AUS)                                                                      | Ina Beyermann (RFA)                                                                         |
| 200 m 4 nages               | Tracy Caulkins (USA) | Nancy Hogshead (USA)                                                                      | Michelle Pearson (AUS)                                                                      |
| 400 m 4 nages               | Tracy Caulkins (USA) | Suzanne Landells (AUS)                                                                    | Petra Zindler (RFA)                                                                         |
| Relais 4 × 100 m nage libre | États-Unis Jenna Johnson Nancy Hogshead Carrie Steinseifer Jill Sterkel Mary Wayte                                                  | Pays-Bas Desi Reijers Conny van Bentum Wilma van Velsen Annemarie Verstappen Elles Voskes | Allemagne de l'Ouest Christiane Pielke Karin Seick Susanne Schuster Iris Zscherpe           |
| Relais 4 × 100 m 4 nages    | États-Unis Theresa Andrews Tracy Caulkins Nancy Hogshead Jenna Johnson Mary T. Meagher Betsy Mitchell Susan Rapp Carrie Steinseifer | Allemagne de l'Ouest Ina Beyermann Ute Hasse Svenja Schlicht Karin Seick                  | Canada Reema Abdo Michelle MacPherson Anne Ottenbrite Pamela Rai                            |

## Natation synchronisée
| Épreuves   | Or                                  | Argent                               | Bronze                              |
| ---------- | ----------------------------------- | ------------------------------------ | ----------------------------------- |
| Femmes     |                                     |                                      |                                     |
| Individuel | Tracie Ruiz (USA)                   | Carolyn Waldo (CAN)                  | Miwako Motoyoshi (JPN)              |
| Duo        | États-Unis Candy Costie Tracie Ruiz | Canada Sharon Hambrook Kelly Kryczka | Japon Saeko Kimura Miwako Motoyoshi |

## Pentathlon moderne
| Épreuves   | Or                                                        | Argent                                           | Bronze                                    |
| ---------- | --------------------------------------------------------- | ------------------------------------------------ | ----------------------------------------- |
| Hommes     |                                                           |                                                  |                                           |
| Individuel | Daniele Masala (ITA)                                      | Svante Rasmuson (SWE)                            | Carlo Massullo (ITA)                      |
| Par équipe | Italie Pierpaolo Cristofori Daniele Masala Carlo Massullo | États-Unis Dean Glenesk Greg Losey Michael Storm | France Didier Boubé Joël Bouzou Paul Four |

## Plongeon
| Épreuves        | Or                   | Argent                 | Bronze                  |
| --------------- | -------------------- | ---------------------- | ----------------------- |
| Hommes          |                      |                        |                         |
| Tremplin à 3 m  | Greg Louganis (USA)  | Tan Liangde (CHN)      | Ronald Merriott (USA)   |
| Haut-vol à 10 m | Greg Louganis (USA)  | Bruce Kimball (USA)    | Li Kongzheng (CHN)      |
| Femmes          |                      |                        |                         |
| Tremplin à 3 m  | Sylvie Bernier (CAN) | Kelly McCormick (USA)  | Christina Seufert (USA) |
| Haut-vol à 10 m | Zhou Jihong (CHN)    | Michele Mitchell (USA) | Wendy Wyland (USA)      |

## Tir
| Épreuves                     | Or                        | Argent                    | Bronze                    |
| ---------------------------- | ------------------------- | ------------------------- | ------------------------- |
| Hommes                       |                           |                           |                           |
| Carabine à 10 m air comprimé | Philippe Heberlé (FRA)    | Andreas Kronthaler (AUT)  | Barry Dagger (GBR)        |
| Carabine 50 m 3 positions    | Malcolm Cooper (GBR)      | Daniel Nipkow (SUI)       | Alister Allan (GBR)       |
| Carabine à 50 m tir couché   | Edward Etzel (USA)        | Michel Bury (FRA)         | Michael Sullivan (GBR)    |
| Pistolet à 25 m tir rapide   | Takeo Kamachi (JPN)       | Corneliu Ion (ROU)        | Rauno Bies (FIN)          |
| Pistolet à 50 m              | Xu Haifeng (CHN)          | Ragnar Skanåker (SWE)     | Wang Yifu (CHN)           |
| Femmes                       |                           |                           |                           |
| Carabine à 10 m air comprimé | Pat Spurgin (USA)         | Edith Gufler (ITA)        | Wu Xiaoxuan (CHN)         |
| Carabine 50 m 3 positions    | Wu Xiaoxuan (CHN)         | Ulrike Holmer (RFA)       | Wanda Jewell (USA)        |
| Pistolet à 25 m              | Linda Thom (CAN)          | Ruby Fox (USA)            | Patricia Dench (AUS)      |
| Mixte                        |                           |                           |                           |
| 50 m cible mobile            | Li Yuwei (CHN)            | Helmut Bellingrodt (COL)  | Huang Shiping (CHN)       |
| Fosse olympique              | Luciano Giovannetti (ITA) | Francisco Boza (PER)      | Daniel Carlisle (USA)     |
| Skeet                        | Matthew Dryke (USA)       | Ole Riber Rasmussen (DEN) | Luca Scribani Rossi (ITA) |

## Tir à l'arc
| Épreuves   | Or                   | Argent                 | Bronze                 |
| ---------- | -------------------- | ---------------------- | ---------------------- |
| Hommes     |                      |                        |                        |
| Individuel | Darrell Pace (USA)   | Richard McKinney (USA) | Hiroshi Yamamoto (JPN) |
| Femmes     |                      |                        |                        |
| Individuel | Seo Hyang-soon (KOR) | Li Lingjuan (CHN)      | Kim Jin-ho (KOR)       |

## Voile
| Épreuves        | Or                                                  | Argent                                              | Bronze                                        |
| --------------- | --------------------------------------------------- | --------------------------------------------------- | --------------------------------------------- |
| Hommes          |                                                     |                                                     |                                               |
| 470             | Espagne Luis Doreste Roberto Molina                 | États-Unis Steve Benjamin Hans Steinfeld            | France Thierry Peponnet Luc Pillot            |
| Finn            | Russell Coutts (NZL)                                | John Bertrand (USA)                                 | Terry Neilsen (CAN)                           |
| Flying Dutchman | États-Unis William Carl Buchan Jonathan McKee       | Canada Evert Bastet Terry McLaughlin                | Grande-Bretagne Peter Allam Jonathan Richards |
| Soling          | États-Unis Rod Davis Robbie Haines Edward Trevelyan | Brésil Daniel Adler Torben Grael Ronaldo Senfft     | Canada Stephen Calder Hans Fogh John Kerr     |
| Star            | États-Unis William Earl Buchan Steven Erickson      | Allemagne de l'Ouest Joachim Griese Michael Marcour | Italie Giorgio Gorla Alfio Peraboni           |
| Tornado         | Nouvelle-Zélande Rex Sellers Chris Timms            | États-Unis Jay Glaser Randy Smyth                   | Australie John Anderson Christopher Cairns    |

## Volley-ball
| Épreuves         | Or | Argent | Bronze |
| ---------------- | --- | --- | --- |
| Tournoi masculin | États-Unis Aldis Berzins Craig Buck Douglas Dvorak Rich Duwelius Karch Kiraly Chris Marlowe Patrick Powers Steven Salmons Dave Saunders Paul Sunderland Steve Timmons Marc Waldie | Brésil Amauri Badalhoca Bernard Bernardinho Domingos Maracanã Fernandão Marcus Vinícius Montanaro Renan Rui William Xandó                                                                   | Italie Franco Bertoli Francesco Dall'Olio Giancarlo Dametto Guido De Luigi Giovanni Errichiello Giovanni Lanfranco Andrea Lucchetta Pier Paolo Lucchetta Marco Negri Piero Rebaudengo Paolo Vecchi Fabio Vullo |
| Tournoi féminin  | Chine Hou Yuzhu Jiang Ying Lang Ping Li Yanjun Liang Yan Su Huijuan Yang Xiaojun Yang Xilan Zhang Rongfang Zheng Meizhu Zhou Xiaolan Zhu Ling                                     | États-Unis Jeanne Beauprey Carolyn Becker Linda Chisholm Rita Crockett Laurie Flachmeier Debbie Green Flo Hyman Rose Magers Kimberly Ruddins Julie Vollertsen Paula Weishoff Susan Woodstra | Japon Norie Hiro Miyoko Hirose Kyoko Ishida Yoko Kagabu Yumi Maruyama Yuko Mitsuya Keiko Miyajima Kimie Morita Kumi Nakada Emiko Odaka Sachiko Otani Kayoko Sugiyama                                           |

## Water-polo
| Épreuves         | Or | Argent | Bronze |
| ---------------- | --- | --- | --- |
| Tournoi masculin | Yougoslavie Dragan Andrić Milivoj Bebić Perica Bukić Veselin Đuho Milorad Krivokapić Deni Lušić Igor Milanović Tomislav Paškvalin Zoran Petrović Andrija Popović Zoran Roje Goran Sukno Božo Vuletić | États-Unis Doug Burke Jody Campbell Peter Campbell Christopher Dorst Gary Figueroa Andrew McDonald Kevin Robertson Terence Schroeder Timothy Shaw John Siman Jon Svendsen Joseph Vargas Craig Wilson | Allemagne de l'Ouest Armando Fernández Roland Freund Rainer Hoppe Thomas Huber Thomas Loebb Werner Obschernikat Rainer Osselmann Frank Otto Peter Röhle Jürgen Schröder Hagen Stamm Dirk Theismann |

## Athlètes les plus médaillés
| Athlète               | Pays                 | Sport       | Médaille d'or, Jeux olympiques | Médaille d'argent, Jeux olympiques | Médaille de bronze, Jeux olympiques | Total |
| Ecaterina Szabó       | Roumanie             | Gymnastique | 4                              | 1                                  | 0                                   | 5     |
| Carl Lewis            | États-Unis           | Athlétisme  | 4                              | 0                                  | 0                                   | 4     |
| Li Ning               | Chine                | Gymnastique | 3                              | 2                                  | 1                                   | 6     |
| Michael Heath         | États-Unis           | Natation    | 3                              | 1                                  | 0                                   | 4     |
| Nancy Hogshead        | États-Unis           | Natation    | 3                              | 1                                  | 0                                   | 4     |
| Valerie Brisco-Hooks  | États-Unis           | Athlétisme  | 3                              | 0                                  | 0                                   | 3     |
| Tracy Caulkins        | États-Unis           | Natation    | 3                              | 0                                  | 0                                   | 3     |
| Ian Ferguson          | Nouvelle-Zélande     | Canoë-kayak | 3                              | 0                                  | 0                                   | 3     |
| Rowdy Gaines          | États-Unis           | Natation    | 3                              | 0                                  | 0                                   | 3     |
| Mary T. Meagher       | États-Unis           | Natation    | 3                              | 0                                  | 0                                   | 3     |
| Kōji Gushiken         | Japon                | Gymnastique | 2                              | 1                                  | 2                                   | 5     |
| Agneta Andersson      | Suède                | Canoë-kayak | 2                              | 1                                  | 0                                   | 3     |
| Chandra Cheeseborough | États-Unis           | Athlétisme  | 2                              | 1                                  | 0                                   | 3     |
| Peter Vidmar          | États-Unis           | Gymnastique | 2                              | 1                                  | 0                                   | 3     |
| Simona Păucă          | Roumanie             | Gymnastique | 2                              | 0                                  | 1                                   | 3     |
| Mary Lou Retton       | États-Unis           | Gymnastique | 1                              | 2                                  | 2                                   | 5     |
| Victor Davis          | Canada               | Natation    | 1                              | 2                                  | 0                                   | 3     |
| Lou Yun               | Chine                | Gymnastique | 1                              | 2                                  | 0                                   | 3     |
| Julianne McNamara     | États-Unis           | Gymnastique | 1                              | 2                                  | 0                                   | 3     |
| Mitchell Gaylord      | États-Unis           | Gymnastique | 1                              | 1                                  | 2                                   | 4     |
| Shinji Morisue        | Japon                | Gymnastique | 1                              | 1                                  | 1                                   | 3     |
| Anne Ottenbrite       | Canada               | Natation    | 1                              | 1                                  | 1                                   | 3     |
| Lars-Erik Moberg      | Suède                | Canoë-kayak | 0                              | 3                                  | 0                                   | 3     |
| Karin Seick           | Allemagne de l'Ouest | Natation    | 0                              | 1                                  | 2                                   | 3     |
| Annemarie Verstappen  | Pays-Bas             | Natation    | 0                              | 1                                  | 2                                   | 3     |